# آندره ایلی
آندره اِیلی (ایتالیایی: André Egli؛ زادهٔ ۸ مهٔ ۱۹۵۸) بازیکن سابق و مربی فوتبال اهل سوئیس است.
از باشگاه‌هایی که در آن بازی کرده‌است می‌توان به باشگاه فوتبال بروسیا دورتموند، باشگاه فوتبال سروت ۱۸۹۰، و باشگاه فوتبال گراس‌هاپر زوریخ اشاره کرد.
وی همچنین در تیم ملی فوتبال سوئیس بازی کرده‌است.